# Companhia Nacional de Navegação Costeira

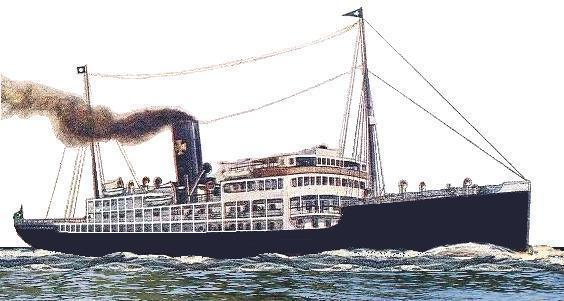
O Ita Itapage retratado em um cartão postal.

Companhia Nacional de Navegação Costeira (também conhecida como Costeira)  foi uma companhia de navegação brasileira, fundada em 1882 por imigrantes portugueses descendentes de um armador. O primeiro nome da empresa foi Lage & Irmãos. A frota inicial era composta por quatro vapores adquiridos na época da companhia Norton & Megaw. A Costeira com sede na cidade do Rio de Janeiro operou entre os anos de 1891 até 1965. A empresa ficou conhecida por operar com navios que eram identificados como Itas, em função aos nomes em tupi iniciados pelas sílabas "ita" dados aos seus navios.
Foi operada de acordo com Laire José Giraud e Tribuna de Santos em comum acordo nos navios identificados como Itas com o Lloyd Brasileiro em data não precisa e finalmente incorporada ao Lloyd Brasileiro em 1965.